# Swisslog
Die Swisslog mit Sitz in Buchs AG ist ein international tätiges Unternehmen mit Schweizer Wurzeln, das als Generalunternehmer auf integrierte Automatisierungslösungen für Lagerhäuser und Verteilzentren spezialisiert ist. Swisslog beschäftigt rund 2'100 Mitarbeitende in circa 20 Ländern. Das Unternehmen ist Teil des deutschen Robotik- und Automatisierungskonzerns Kuka. Swisslog war bis zum 31. Juli 2015 an der Schweizer Börse SIX Swiss Exchange kotiert.

## Geschichte
Swisslog hat seinen Ursprung in der Firma Sprecher + Schuh AG, die 1900 von Carl Sprecher und dem Kaufmann Hans Fretz in Aarau, gegründet wurde. 1902 holte Sprecher Heinrich Schuh als Teilhaber in seine Firma, die danach Sprecher, Fretz & Co. hiess. Als Fretz 1903 aus der Firma ausschied, wurde die Firma unter dem Namen «Sprecher & Schuh» weitergeführt.
Das Unternehmen war anfänglich zur Hauptsache in der Energieverteilung tätig. Die damaligen Kernaktivitäten wurden ab Mitte der 1980er Jahre an den französischen Alstom-Konzern (Hoch- und Mittelspannung, 1985) und an die amerikanische Rockwell/Allen-Bradley (Niederspannung, 1993) verkauft. Stattdessen fokussierte das Unternehmen immer stärker auf das heutige Kerngeschäft, die Automatisierungstechnik. Durch Akquisitionen gelangten Industrieunternehmen wie Translift, Digitron und OWL zur Gruppe.
1994 wurde Sprecher + Schuh in Swisslog umbenannt. Swisslog entwickelte sich danach weiter zu einem weltweiten Anbieter von Automatisierungslösungen für Krankenhäuser, Lager- und Verteilzentren.
Im Dezember 2014 übernahm Kuka, ein weltweiter Anbieter von Automatisierungslösungen, Swisslog im Rahmen eines öffentlichen Kaufangebots. Seit August 2015 ist Swisslog vollständig in den Kuka-Konzern integriert.
Ende 2016 erwarb die chinesische Midea-Gruppe die Aktienmehrheit des Kuka-Konzerns.
Der Geschäftsbereich Swisslog Healthcare fokussiert seit Ende 2019 mit einer eigenständigen Marke auf Gesundheitseinrichtungen und Krankenhäuser. Swisslog Logistics Automation zielt mit der Marke Swisslog auf die Bereiche Intralogistik, Produktionslogistik und Lieferkette ab.

## Produkte & Service
Das Swisslog-Portfolio bietet unter anderem Fördertechnik, automatisierte Regalbediengeräte (RBG), Palettier- und Depalettiersysteme, vollautomatische Einzelstück- und Kartonkommissionierung und Swisslogs Lagerverwaltungssystem (LVS) SynQ. Zusätzlich bietet Swisslog Dienstleistungen wie Beratung, Konzeptstudien, Projekimplementierungen und Kundendienst an.

## Standorte
Swisslog hat Standorte in:
Europa
- Belgien, Edegem
- Dänemark, Nibe
- Deutschland, Mainz
- Deutschland, Dortmund
- Finnland, Espoo
- Frankreich, Paris
- Großbritannien, Redditch
- Italien, Maranello
- Italien, Sesto San Giovanni
- Kroatien, Zagreb
- Niederlande, Valkenswaard
- Niederlande, Zaltbommel
- Norwegen, Oslo
- Österreich, Eberstalzell
- Schweden, Boxholm
- Schweden, Partille
- Schweiz, Buchs AG (Globale Zentrale)
- Spanien, Barcelona

Asien
- Australien, Sydney
- China, Shanghai
- Malaysia, Kuala Lumpur (South East Asia Headquarters)
- Singapur
- Thailand, Bangkok
- Vietnam, Ho-Chi-Minh-Stadt

Amerika
- Mexiko, Mexiko-Stadt (Latin America Office)
- USA, Newport News (Americas Regional Office)
- USA, Mason (Midwest Office)
- USA, Salida (West Coast Office)

Afrika & Mittlerer Osten
- Vereinigte Arabische Emirate, Dubai